# Pedro de Alcántara Alonso de Guzmán el Bueno
Pedro de Guzmán y Pacheco (25 de agosto de 1724 — 6 de enero de 1779), XIV duque de Medina Sidonia, XXI conde de Niebla y XII marqués de Cazaza en África, fue un noble español jefe de la casa de Medina Sidonia. Por muerte de su prima hermana María Ana López Pacheco, XIV marquesa de Aguilar de Campoo, se convirtió en XV marqués de Aguilar de Campoo, XVIII conde de Castañeda, IX marqués de la Eliseda, Canciller mayor y Pregonero mayor de Castilla, señor de Belmonte y su tierra.

## Biografía
Sus padres fueron Domingo Pérez de Guzmán y Silva, XIII duque de Medina Sidonia y de Josefa Pacheco y Moscoso (1703-1763), hija del IX duque de Escalona y de su segunda esposa Catalina Teresa de Moscoso Osorio y Benavides, hija del VIII conde de Altamira.
Casó en 1743 con Mariana de Silva y Álvarez de Toledo (†1778), hija del X conde de Galve y de la XI duquesa de Alba de Tormes, con quien no tuvo descendencia, pasando sus títulos y bienes a su sobrino segundo José Álvarez de Toledo y Gonzaga, XI marqués de Villafranca del Bierzo, quien también murió sin descendencia, pasando la varonía de la casa de Medina Sidonia a su familiar cercano Francisco de Borja Álvarez de Toledo y Gonzaga, quien era nieto de su tía Juana Pérez de Guzmán que en 1713 se había casado con el marqués de Villafranca del Bierzo, Fadrique Vicente de Toledo Osorio.
Pedro de Alcántara fue académico de número de la Real Academia Española y caballero de la Orden del Toisón de Oro. Igualmente entre 1768 y 1777 fue Caballerizo mayor del Rey Carlos III. Escribió Testamento político de España, que leyó como discurso de ingreso en la Sociedad Económica de Amigos del País de Madrid. 
Fue también miembro de la Royal Society.